# 就実中学校・高等学校
就実中学校・高等学校（しゅうじつちゅうがっこう・こうとうがっこう）は、岡山県岡山市北区に所在する私立中学校・高等学校。
名称は、「去華就実」（華を去り実に就く）に由来する。系列校に就実小学校・就実大学・就実短期大学がある。

## 概要
1904年（明治37年）創立。1969年（昭和44年）から進路別にクラス分けを行っているなどコース制を取り入れている。
就実中学校・就実高等学校とも創立以来一貫して女子のみの募集を行っていたが、2009年度から就実中学校・就実高等学校の特別進学コースで男女共学での募集を開始、さらに2022年度より未来創造コース(旧進学コース)でも男女共学での募集を行っている。
2025年度現在、特別進学コース、未来創造コース、および特別進学チャレンジコースは男女、総合進学コースは女子のみの募集となっている。

## カリキュラム

### 中学
中学校は特別進学コース、未来創造コースの2コース制。2コースとも男女共学での募集を実施している。

### 高校
高等学校はハイグレードクラスとアドバンスクラスからなる特別進学コースと、2012年度より新設された特別進学チャレンジコース、総合進学コースの3コース制。特別進学コースと特別進学チャレンジコースは男女共学で、総合進学コースは女子のみ受け入れ。
特別進学コースと特別進学チャレンジコースは主に国公立大学や難関私立大学進学を主眼に置いたコースである。総合進学コースは人文系・教育系・医療系などの系統の中から選択し、夢の実現を目指すと謳う。

## 沿革
- 1904年4月 - 私立岡山実科女学校を設立
- 1911年10月 - 私立就実高等女学校と改称[5]
- 1942年6月 - 岡山県就実高等女学校と改称[6]
- 1947年3月 - 岡山県就実中学校設置
- 1948年4月 - 学制改革により岡山県就実高等学校と改称
- 1969年4月 - コース制を採用
- 1981年4月 - 就実高等学校・就実中学校と改称
- 2004年10月 - 創立百周年記念式典
- 2005年4月 - 就実中学校コース制を採用
- 2006年4月 - 就実高校コース制を改革
- 2009年4月 - 就実中学校・就実高等学校の特別進学コースで男女共学を実施
- 2022年4月 - 就実中学校の未来創造コース（旧進学コース）で男女共学を実施（中学完全共学化）

## 交通
- 岡山駅 徒歩15分、または宇野バス東岡山行に乗車、「就実高校中学校前」下車

## 部活動
運動部20、文化部28の計48の部活動がある。女子バレーボール部をはじめとして、バスケットボール部やソフトテニス部、卓球部などが全国大会で優勝経験があり、その他にも運動部、文化部どちらも多数の全国出場経験がある部活が中高問わずある。

### 女子バレーボール部
高校バレーボール部はインターハイで1回、国体で1回、春高バレー選手権で3回、旧選抜大会で4回の優勝と最多の出場回数を誇り古豪として知られている。監督は西畑美希。
- 1975年 第6回全国高等学校バレーボール選抜優勝大会 優勝
- 1977年 第8回全国高等学校バレーボール選抜優勝大会 準優勝
- 1977年 第30回全国高等学校総合体育大会バレーボール競技会 優勝
- 1980年 第33回全国高等学校総合体育大会バレーボール競技会 ベスト4
- 1981年 第12回全国高等学校バレーボール選抜優勝大会 優勝
- 1981年 第34回全国高等学校総合体育大会バレーボール競技会 ベスト4
- 1982年 第13回全国高等学校バレーボール選抜優勝大会 準優勝
- 1985年 第16回全国高等学校バレーボール選抜優勝大会 ベスト4
- 1989年 第20回全国高等学校バレーボール選抜優勝大会 準優勝
- 1989年 第42回全国高等学校総合体育大会バレーボール競技会 ベスト4
- 1992年 第33回全国高等学校総合体育大会バレーボール競技会 ベスト4
- 1993年 第33回全国高等学校総合体育大会バレーボール競技会 準優勝
- 1995年 第48回全国高等学校総合体育大会バレーボール競技会 優勝
- 2016年 全国高等学校総合体育大会バレーボール競技会 ベスト4
- 2017年 第69回全日本バレーボール高等学校選手権大会 準優勝
- 2019年 全国高等学校総合体育大会バレーボール競技会 優勝
- 2021年 第73回全日本バレーボール高等学校選手権大会 優勝
- 2021年 全国高等学校総合体育大会バレーボール競技会 準優勝
- 2022年 第74回全日本バレーボール高等学校選手権大会 優勝
- 2024年 第76回全日本バレーボール高等学校選手権大会 優勝

なお、2023年の第75回全日本バレーボール高等学校選手権大会は、出場したものの新型コロナウイルス感染症の陽性反応で、大会の規定により欠場した。

## 著名な出身者
政治家
- 塩村文夏 - 参議院議員

芸能界・マスコミ
- 吉岡奈都美
- 森田恵子
- 山口未翼
- 荒牧陽子
- 大本眞基子
- 江國冴香
- 筒井萌子
- 西﨑彩智
- 楢崎房江

陸上
- 有森裕子
- 森本友

柔道
- 大村嘉奈
- 佐藤昭子

テニス
- 杉本瞳
- 大庭彩加

バレーボール
- 向井久子
- 上田かおり
- 橋本直子
- 重光啓代
- 石井優希
- 小川杏奈
- 佐藤優花
- 小川愛里奈
- 兵頭由希
- 万代真奈美
- 藤井莉子
- 神田さくら
- 大山遼
- 周田夏紀
- 深澤めぐみ
- 深澤つぐみ
- 福村心優美

## 関連学校
- 就実大学
- 就実短期大学
- 就実小学校
- 就実こども園